# アナキズムのシンボル
アナキズムのシンボルとして一般に知られているものは黒旗とサークルAである。アナキストは伝統的に政治活動におけるシンボルの重要性に否定的だが、それでもこの2つは彼らの思想の象徴として広く採用されている。反グローバリゼーションの高まりにともなった21世紀初頭からのアナキズムの復興により、その文化的なシンボルは広まりを見せている。特にサークルAのシンボルはヨーロッパなどでよく街の建築物などに落書きとして描かれている。

黒旗はアナキズムの象徴の中でもとりわけ伝統的なものである。

## 黒旗
黒旗や黒色は、1880年代から広くアナキズムと関連付けられるようになった。多くのアナキストのグループが"black"という単語をその名に冠し、「黒旗」と題するアナキズム系雑誌も多数出版されてきた。黒旗は、その濃淡のなさにおいて各国の国旗の色鮮やかさとは対照的であり、さらに強者に対する服従の普遍的なシンボルである白旗に対しても、必然的に服従の拒否と抵抗を表すアンチテーゼとなっている。

### 起源
黒旗は「旗が存在しない」ことの象徴であり、国民国家の概念そのものに対する反対も表している。この観点に立てば、黒旗はいずれかの個人や組織が個々人を適切に分類できるという考えを拒絶していると見なすこともできる。
現代のアナキズムは、他のイデオロギーの中でもとりわけ赤旗と強く関連する社会主義と、起源において共通するところが多い。アナキズムが黒旗を採用するようになったのは、社会主義との対立が激しくなった1880年代に、自身とそれを区別するためである。その時代には、ピョートル・クロポトキンのように、新たに黒旗を採用するよりは赤旗を使い続けることを好むアナキストもいた。
黒旗と赤旗はそもそも、17世紀にカリブ海（西インド諸島）で活動したバッカニア（当時の同地域の海賊の総称）が用いたもので良いイメージは無かった。カリブの海賊らが掲げた黒旗（ジョリー・ロジャー）は「降伏すれば船員の命は奪わない」との意味合いで海賊船のマストに掲げられていた。しかし船員が抵抗した場合には赤旗が掲げられ、海賊たちは容赦ない攻撃を加えたという。

### 後年の用法
フランス革命期には、赤旗は8月10日事件や九月虐殺、そして一連の恐怖政治の期間に暴力的なパリ・コミューンを指揮していたジャコバン派によって使用されていた。
対する黒旗は1831年に最初の織工反乱の際、抗議の象徴としてリヨンで掲げられ、1840年代の飢餓暴動においても都市部の貧困層の絶望の象徴として翻った。これが後の1880年代にアナキズムに関連付けられるようになった。1882年まで存在したフランスのアナキズム系新聞"Le Drapeau Noir"（「黒旗」の意）は、黒色をアナキズムの象徴として使用した最初の公開文献の一つであ
る。1881年7月には、ロンドンでブラック・インターナショナルというアナキズム組織が設立されている。
1883年3月9日のパリの失業者デモでは、1871年のパリ・コミューンのメンバーであったルイーズ・ミシェルが黒旗を掲げた。失業者による野外会議が警察に中止させられ、およそ500人のデモ隊がミシェルを先頭にして黒旗を振り、「パンを、仕事を、さもなくば指揮権を！」と叫びながらサンジェルマン大通りへと行進させられていたとき、暴徒化したデモ隊が3軒のパン屋から略奪し警察に攻撃された。ミシェルは略奪を煽動したとして逮捕され禁錮6か月を宣告されたが、世論の圧力によってほどなく恩赦となった。ミシェルによると、「黒旗はストライキの旗であり、飢えた人々の旗である」という。
黒旗はほどなくしてアメリカへ伝わり、1884年11月27日のシカゴでのアナキストのデモで掲げられた。現地のアナキズム系新聞は、それを「飢餓、悲惨、そして死の恐るべき象徴」であるとした。1917年のロシア革命では、ネストル・マフノ率いるアナキスト勢力は黒軍と総称された。彼らは赤軍によって殲滅されるまでは黒旗のもとでいくらかの勝利を収めた。メキシコ革命の指導者であるエミリアーノ・サパタは、髑髏と骨と聖母マリアをあしらった黒旗を使用しており、旗のスローガンは「土地と自由」("Tierra y Libertad")だった。1925年には日本のアナキストたちが黒色青年連盟を結成し、日本統治下の台湾にも支部が作られた。1945年に彼らは機関誌の名を「黒旗」とした。
さらに近年では、1968年のパリ五月革命において大学生たちが黒旗と赤旗を掲げた。同年にアメリカでも民主社会学生同盟の全国大会で、これらの旗が掲げられている。また、ほぼ同時期にイギリスで「ブラック・フラッグ」紙(en)が創刊され現在に至る。

上から順に、
アナルコ・サンディカリスム
無政府資本主義
グリーンアナキズム
無政府フェミニズム
クィア・アナキズム
平和主義アナキズム
のシンボルである2色の旗と星

### バリエーション
赤黒旗赤と黒の2色旗(it)はアナルコ・サンディカリスムと無政府共産主義のシンボルである。組合活動を重視するアナルコ・サンディカリスムの原則は、他の反資本主義的アナキズム運動よりもはるかに、アナキズムと社会主義の双方と関連が強い。そのため、彼らの旗にはアナキズムの黒と社会主義の赤が組み合わされている。史上最初に赤黒旗が掲げられたのは1831年、リヨンの織工反乱でのことであり、続いてイタリア、スペイン、メキシコでもアナキズムの旗印となった。現代の形で赤黒旗が掲げられたのは、20世紀初頭のスペインとフランスでのことである。
緑黒旗この旗は赤黒旗から分化したものであり、社会環境主義、グリーンアナキズム、無政府自然主義の運動において使用されている。緑黒旗は人間だけでなく森林、動物、生物圏などの自然環境も保護の対象とするアナキズムを象徴しているため、自然を表す緑色を使用している。
紫黒旗紫黒旗も赤黒旗の変種だが、こちらは無政府フェミニズムのシンボルである。これは性差別や家父長制への抵抗を意味している。
黄黒旗同じく赤黒旗の一形態である黄黒旗は、個人と生産手段に於ける私有財産制を至上とする無政府資本主義のシンボルである。
その他にも、LGBTの解放を目指すクィア・アナキズムのシンボルである桃黒旗や、平和主義アナキズムのシンボルである白黒旗など、黒旗には様々なバリエーションが存在する。

## サークルA

第一インターナショナルのスペイン大会において最初に使用されたサークルA

大文字の「A」を大文字の「O」で囲んだモノグラムであるサークルAは、今日において恐らく最も有名なアナキズムのシンボルである。「A」はほとんどのヨーロッパ言語で「無秩序」(anarchy)、「アナキズム」(anarchism)の頭文字であり、ラテン文字においてもキリル文字においても同じ形をしている。「O」は「秩序」(order)を意味し、この2つの組み合わせはピエール・ジョゼフ・プルードンの言葉の冒頭の、「無秩序こそ秩序の母である」("Anarchy is the mother of Order,")を表している。この記号はUnicodeでは U+24B6 に割り当てられている。また、コンピュータ上での簡略表現としては「@」や「(A)」などが存在する。

### アナキストによる使用の歴史
記録に残っている限りでサークルAがアナキストによって最初に使用されたのは、1868年にジュゼッペ・ファネッリが設立した第一インターナショナルのスペイン大会でのことである。サークルAがアナキズムのシンボルとされたのは他の勢力の使用よりも後のことで、ジョージ・ウッドコックによれば古いアナキストはサークルAを使用しなかったという。
ゲルダ・タローがスペイン内戦時に撮影した写真の中には、ヘルメットにチョークでサークルAを描いた民兵のものがある。その民兵の所属は明らかでないが、アナキストであろうと推測されている。
サークルAを紙上で使用したのは1964年、フランスの小グループ「自由青年」("Jeunesse Libertaire")が最初であり、イタリアではミラノの青年団体「サッコ・ヴァンゼッティ会」("Circolo Sacco e Vanzetti")がサークルAを使用して1968年にそれをイタリア全土へ普及させた。以来、サークルAは世界中で急速に普及していった。

アナーコ・パンクにおける洗練されたサークルA

### サークルAとポップ・カルチャー
上記のように、サークルAは1970年代後半からのパンク・ロックブームの一翼を担ったアナーコ・パンクの流行よりもはるかに長い歴史を持っている。とはいえ、アナーコ・パンクの隆盛が、非アナキストの間にもサークルAの存在を知らしめることになったのも確かである。この潮流は、フランスを旅行中のクラスのメンバーがアナキストのイメージを使うことを思いついたことから始まった。やがて、「アナーキー」は「反抗」の曖昧な同義語として、一般的なパンクのイメージに組み込まれていった。年月の経過にともなってメインカルチャーに受け入れられたパンクは、その政治的なルーツとはかけ離れたものになり、その外観は扇情的な販売戦略のために一層ありふれた社会不安と結び付けられるようになった。

## その他のシンボル
上記の代表的なシンボルの他にも、特定のアナキズム団体ではその他様々なシンボルを使用している。

IWWなどのアナルコ・サンディカリスム勢力のシンボル、黒猫

### 黒猫
背中を曲げ、爪と牙をむき出しにした黒猫（あるいは野良猫、サボり猫("sabot-cat")とも呼ばれる）は、とりわけアナルコ・サンディカリスムと関連が強い。このシンボルは、世界産業労働組合(IWW)の著名な運動家ラルフ・チャップリンによってデザインされた。その攻撃的な姿の示す通り、黒猫はストライキ、サボタージュなどの戦闘的組合活動の提起を狙いとしている。
このシンボルの起源は不明だが、一説によればIWWのとある不調なストライキに由来するという。そのストでは参加者から負傷者や入院者も出ていたが、その時、スト参加者たちのキャンプに一匹の痩せた黒猫が迷い込んできたという。やがてその猫が健康を取り戻すと同時にストの状況も好転し、最終的に労働者側は要求のいくつかを達成することができた。こうして、その黒猫は彼らのマスコットとなったという。
現在まで「黒猫」という名は数多くのアナキズム系の団体や協同組合によって使用されてきた。その中には、2007年7月6日の火事で閉鎖されたテキサス州オースティンの著名な音楽会場や、ワシントン州シアトルのユニバーシティ・ディストリクトにあった今はなき「集団食堂」(collective kitchen)も含まれる。

アナキスト黒十字のシンボル

### 黒十字
「アナキスト黒十字」という組織は、すべての刑務所を廃止することを目標に掲げている。その起源は帝政ロシアでの政治犯への支援活動まで遡ることができる。アナキスト黒十字のシンボルは縦棒を突き上げる拳に置き換えた黒十字であり、これは権力への抵抗や個人権の拡大（その内容は、黒人運動、青年運動、女性解放、アメリカインディアン運動、国際社会主義機構(en)、「パワー・トゥ・ザ・ピープル」など多岐にわたる）などとの関係も表している。また、握り拳には「指の一本一本は弱くとも、それらが集まることで強い拳を形作ることができる」という意味もある。

### 黒薔薇
黒薔薇(en)は、ごくまれにアナキズムの象徴とされる。
「ブラックローズ・ブックス」("Black Rose Books")という名の業者は、モントリオールに著名なアナキズム系書店が、オレゴン州ポートランドにアナキズム系インフォショップが存在する。カナダのアナキズム系哲学者であるディミトリオス・ルソポロス(en)は同名の小さなインプリントの代表を務めている。
また、「ブラックローズ」は1970年代にボストン一帯で発行されていた権威あるアナキズム系雑誌のタイトルであり、1990年代にマレイ・ブクチンやノーム・チョムスキーなどの名高いアナキスト、自由社会主義者らによって行われた講義集のタイトルでもある。

### ジョリー・ロジャー

海賊エドワード・イングランドが使用したジョリー・ロジャー

黒旗に髑髏と骨をあしらったジョリー・ロジャーは、近年のアナキストによって好んで使用されている。
一部では、海賊の自由で反権力的な生き様を評価して使用されることもある。多くの海賊船では緩やかな民主主義が採用されており、ほとんどの船員は、彼らが生まれ育った極めて抑圧的な労働階級社会からの逃亡者であった。また、アナキストには海賊の楽園(en)、とりわけ伝説の島リバティシアといった考えへの親和性が見られる。彼らはリバティシアの海賊をアナキズムの先駆者と見なしている。
アナキズムと海賊盤の関わりについての記事のいくつかは、Libcom.org(en)のライブラリから見ることができる。アナキズム系ハックティビスト（政治的ハッカー）や情報アナキスト（知的財産権や著作権、および検閲などへの反対者）の中には、自分たちの技術面での自由なライフスタイルと、著作権や特許権を侵害することによる知的財産権への抵抗活動から、海賊を自称する者もいる。

サボ

### サボ
サボは、19世紀から20世紀初頭にかけてアナキストの間で象徴的に使用されてきた。しかし、今やその存在感は急激に薄らいでいる。「サボ」は木靴を意味するフランス語であり、産業革命初期にオランダ人の組合員がそれを機械の内部に投げ込むことによって作業を停止させたことから「サボタージュ」の語源となったとされている。だが、その真実性は疑わしい。
このフランスでの靴投げ戦術に相当するものとして、アメリカにはモンキーレンチを機械の内部に投げ入れてスト破りを阻止するというものが存在する。
ペンシルベニア州フィラデルフィアにある「木靴」("The Wooden Shoe")というアナルコ・サンディカリスム系書店には、2001年から2003年まで「サボ」と呼ばれるデンマークのアナキズム系雑誌が置かれていた。そこには、上の画像と同じサボの画像をロゴに使用した「サボ・プロダクション」("Sabot Productions")というパンク・ロック系列のアメリカのレコードレーベルも存在する。
ちなみにドイツ農民戦争時にも当時の農民が履いていた典型的な革靴が描かれた旗が掲げられているが、この反乱を初期のアナキズム的なものとみる向きもある。

スコッター・サイン

### スコッター・サイン
スコッター・サインは世界中のスコッターによって使用されている。しばしば彼らが占拠中の建物の壁面に、時に落書きとして描かれる。また、ポスターやチラシのグラフィックデザインとしても使用される。